# جون دبليو. دانيال
جون دبليو. دانيال (بالإنجليزية: John W. Daniel)‏ هو محامي وسياسي أمريكي، ولد في 5 سبتمبر 1842 في لينشبرغ في الولايات المتحدة، وتوفي بنفس المكان في 29 يونيو 1910. حزبياً، نشط في الحزب الديمقراطي. وقد انتخب عضو مجلس نواب الولايات المتحدة عن ولاية فرجينيا وانتخب عضو مجلس النواب الأمريكي وانتخب عضو مجلس الشيوخ الأمريكي.